# Lista planetelor minore/128201–128300
Aceasta este Lista planetelor minore/128201–128300; pentru a naviga prin lista completă vezi Lista planetelor minore.
Pentru ale detalii vezi și Proiect:Astronomie sau Portal:Astronomie.
| Nume           | Denumire provizorie | Data descoperirii  | Locul descoperirii  | Descoperitor(i)   |
| -------------- | ------------------- | ------------------ | ------------------- | ----------------- |
| 128201 -       | 2003 SZ46           | 16 septembrie 2003 | Anderson Mesa       | LONEOS            |
| 128202 -       | 2003 SX47           | 18 septembrie 2003 | Palomar             | NEAT              |
| 128203 -       | 2003 SN52           | 18 septembrie 2003 | Palomar             | NEAT              |
| 128204 -       | 2003 SX53           | 16 septembrie 2003 | Socorro             | LINEAR            |
| 128205 -       | 2003 SW56           | 16 septembrie 2003 | Kitt Peak           | Spacewatch        |
| 128206 -       | 2003 SU58           | 17 septembrie 2003 | Anderson Mesa       | LONEOS            |
| 128207 -       | 2003 SL61           | 17 septembrie 2003 | Socorro             | LINEAR            |
| 128208 -       | 2003 SZ62           | 17 septembrie 2003 | Kitt Peak           | Spacewatch        |
| 128209 -       | 2003 SS65           | 18 septembrie 2003 | Anderson Mesa       | LONEOS            |
| 128210 -       | 2003 SJ67           | 19 septembrie 2003 | Socorro             | LINEAR            |
| 128211 -       | 2003 SG70           | 17 septembrie 2003 | Kitt Peak           | Spacewatch        |
| 128212 -       | 2003 SC73           | 18 septembrie 2003 | Kitt Peak           | Spacewatch        |
| 128213 -       | 2003 SK73           | 18 septembrie 2003 | Kitt Peak           | Spacewatch        |
| 128214 -       | 2003 SF75           | 18 septembrie 2003 | Kitt Peak           | Spacewatch        |
| 128215 -       | 2003 SL77           | 19 septembrie 2003 | Kitt Peak           | Spacewatch        |
| 128216 -       | 2003 SS77           | 19 septembrie 2003 | Kitt Peak           | Spacewatch        |
| 128217 -       | 2003 SN79           | 19 septembrie 2003 | Kitt Peak           | Spacewatch        |
| 128218 -       | 2003 SX79           | 19 septembrie 2003 | Kitt Peak           | Spacewatch        |
| 128219 -       | 2003 SP82           | 18 septembrie 2003 | Socorro             | LINEAR            |
| 128220 -       | 2003 SN88           | 18 septembrie 2003 | Campo Imperatore⁠(d) | CINEOS⁠(d)         |
| 128221 -       | 2003 SZ99           | 20 septembrie 2003 | Kitt Peak           | Spacewatch        |
| 128222 -       | 2003 SP101          | 20 septembrie 2003 | Palomar             | NEAT              |
| 128223 -       | 2003 SG102          | 20 septembrie 2003 | Kitt Peak           | Spacewatch        |
| 128224 -       | 2003 SZ102          | 20 septembrie 2003 | Socorro             | LINEAR            |
| 128225 -       | 2003 SP106          | 20 septembrie 2003 | Kitt Peak           | Spacewatch        |
| 128226 -       | 2003 SB114          | 16 septembrie 2003 | Palomar             | NEAT              |
| 128227 -       | 2003 SG114          | 16 septembrie 2003 | Socorro             | LINEAR            |
| 128228 -       | 2003 SV123          | 18 septembrie 2003 | Goodricke-Pigott⁠(d) | R. A. Tucker⁠(d)   |
| 128229 -       | 2003 SO125          | 19 septembrie 2003 | Socorro             | LINEAR            |
| 128230 -       | 2003 SQ126          | 19 septembrie 2003 | Haleakala           | NEAT              |
| 128231 -       | 2003 SH140          | 19 septembrie 2003 | Palomar             | NEAT              |
| 128232 -       | 2003 SO146          | 20 septembrie 2003 | Palomar             | NEAT              |
| 128233 -       | 2003 SD148          | 16 septembrie 2003 | Socorro             | LINEAR            |
| 128234 -       | 2003 SC149          | 16 septembrie 2003 | Kitt Peak           | Spacewatch        |
| 128235 -       | 2003 ST150          | 17 septembrie 2003 | Socorro             | LINEAR            |
| 128236 -       | 2003 SC151          | 17 septembrie 2003 | Socorro             | LINEAR            |
| 128237 -       | 2003 SZ151          | 18 septembrie 2003 | Kitt Peak           | Spacewatch        |
| 128238 -       | 2003 SL154          | 19 septembrie 2003 | Anderson Mesa       | LONEOS            |
| 128239 -       | 2003 SX154          | 19 septembrie 2003 | Anderson Mesa       | LONEOS            |
| 128240 -       | 2003 SK165          | 20 septembrie 2003 | Anderson Mesa       | LONEOS            |
| 128241 -       | 2003 SO166          | 21 septembrie 2003 | Kitt Peak           | Spacewatch        |
| 128242 -       | 2003 SF171          | 22 septembrie 2003 | Kleť                | M. Tichý⁠(d)       |
| 128243 -       | 2003 SO173          | 18 septembrie 2003 | Socorro             | LINEAR            |
| 128244 -       | 2003 SZ175          | 18 septembrie 2003 | Palomar             | NEAT              |
| 128245 -       | 2003 SU176          | 18 septembrie 2003 | Palomar             | NEAT              |
| 128246 -       | 2003 SC177          | 18 septembrie 2003 | Palomar             | NEAT              |
| 128247 -       | 2003 SW203          | 22 septembrie 2003 | Anderson Mesa       | LONEOS            |
| 128248 -       | 2003 SD216          | 25 septembrie 2003 | Haleakala           | NEAT              |
| 128249 -       | 2003 SR236          | 26 septembrie 2003 | Socorro             | LINEAR            |
| 128250 -       | 2003 SB238          | 27 septembrie 2003 | Anderson Mesa       | LONEOS            |
| 128251 -       | 2003 SA247          | 26 septembrie 2003 | Socorro             | LINEAR            |
| 128252 -       | 2003 SG249          | 26 septembrie 2003 | Socorro             | LINEAR            |
| 128253 -       | 2003 SU258          | 28 septembrie 2003 | Kitt Peak           | Spacewatch        |
| 128254 -       | 2003 SL259          | 28 septembrie 2003 | Kitt Peak           | Spacewatch        |
| 128255 -       | 2003 SG270          | 24 septembrie 2003 | Haleakala           | NEAT              |
| 128256 -       | 2003 SG284          | 20 septembrie 2003 | Socorro             | LINEAR            |
| 128257 -       | 2003 SG292          | 25 septembrie 2003 | Palomar             | NEAT              |
| 128258 -       | 2003 SF297          | 18 septembrie 2003 | Haleakala           | NEAT              |
| 128259 -       | 2003 SQ297          | 18 septembrie 2003 | Haleakala           | NEAT              |
| 128260 -       | 2003 SP298          | 18 septembrie 2003 | Haleakala           | NEAT              |
| 128261 -       | 2003 SX298          | 18 septembrie 2003 | Haleakala           | NEAT              |
| 128262 -       | 2003 SL301          | 17 septembrie 2003 | Palomar             | NEAT              |
| 128263 -       | 2003 SL303          | 17 septembrie 2003 | Palomar             | NEAT              |
| 128264 -       | 2003 SZ303          | 17 septembrie 2003 | Palomar             | NEAT              |
| 128265 -       | 2003 SF304          | 17 septembrie 2003 | Palomar             | NEAT              |
| 128266 -       | 2003 TB1            | 4 octombrie 2003   | Kingsnake⁠(d)        | J. V. McClusky⁠(d) |
| 128267 -       | 2003 TM6            | 1 octombrie 2003   | Anderson Mesa       | LONEOS            |
| 128268 -       | 2003 TB7            | 1 octombrie 2003   | Anderson Mesa       | LONEOS            |
| 128269 -       | 2003 TD14           | 5 octombrie 2003   | Socorro             | LINEAR            |
| 128270 -       | 2003 TV49           | 3 octombrie 2003   | Haleakala           | NEAT              |
| 128271 -       | 2003 UY3            | 16 octombrie 2003  | Kitt Peak           | Spacewatch        |
| 128272 -       | 2003 UD38           | 17 octombrie 2003  | Kitt Peak           | Spacewatch        |
| 128273 -       | 2003 UC52           | 18 octombrie 2003  | Palomar             | NEAT              |
| 128274 -       | 2003 UB58           | 16 octombrie 2003  | Kitt Peak           | Spacewatch        |
| 128275 -       | 2003 UJ63           | 16 octombrie 2003  | Palomar             | NEAT              |
| 128276 -       | 2003 UM74           | 17 octombrie 2003  | Kitt Peak           | Spacewatch        |
| 128277 -       | 2003 UR119          | 18 octombrie 2003  | Palomar             | NEAT              |
| 128278 -       | 2003 UL134          | 20 octombrie 2003  | Palomar             | NEAT              |
| 128279 -       | 2003 UG137          | 21 octombrie 2003  | Socorro             | LINEAR            |
| 128280 -       | 2003 UE139          | 16 octombrie 2003  | Palomar             | NEAT              |
| 128281 -       | 2003 UQ145          | 18 octombrie 2003  | Anderson Mesa       | LONEOS            |
| 128282 -       | 2003 UR156          | 20 octombrie 2003  | Socorro             | LINEAR            |
| 128283 -       | 2003 UY166          | 22 octombrie 2003  | Socorro             | LINEAR            |
| 128284 -       | 2003 UZ167          | 22 octombrie 2003  | Socorro             | LINEAR            |
| 128285 -       | 2003 UE183          | 21 octombrie 2003  | Palomar             | NEAT              |
| 128286 -       | 2003 UC187          | 22 octombrie 2003  | Palomar             | NEAT              |
| 128287 -       | 2003 UZ196          | 21 octombrie 2003  | Kitt Peak           | Spacewatch        |
| 128288 -       | 2003 UZ209          | 23 octombrie 2003  | Anderson Mesa       | LONEOS            |
| 128289 -       | 2003 US254          | 24 octombrie 2003  | Kitt Peak           | Spacewatch        |
| 128290 -       | 2003 UR258          | 25 octombrie 2003  | Kitt Peak           | Spacewatch        |
| 128291 -       | 2003 UV258          | 25 octombrie 2003  | Socorro             | LINEAR            |
| 128292 -       | 2003 WR39           | 19 noiembrie 2003  | Kitt Peak           | Spacewatch        |
| 128293 -       | 2003 WM84           | 19 noiembrie 2003  | Palomar             | NEAT              |
| 128294 -       | 2003 WM95           | 19 noiembrie 2003  | Anderson Mesa       | LONEOS            |
| 128295 -       | 2003 WD111          | 20 noiembrie 2003  | Socorro             | LINEAR            |
| 128296 -       | 2003 WH153          | 26 noiembrie 2003  | Anderson Mesa       | LONEOS            |
| 128297 Ashlevi | 2003 XD11           | 13 decembrie 2003  | Wrightwood          | J. W. Young⁠(d)    |
| 128298 -       | 2003 XR38           | 4 decembrie 2003   | Socorro             | LINEAR            |
| 128299 -       | 2003 YL61           | 19 decembrie 2003  | Socorro             | LINEAR            |
| 128300 -       | 2003 YH80           | 18 decembrie 2003  | Socorro             | LINEAR            |